# Йосиповка (Великоберезовицкая поселковая община)
Йосиповка (укр. Йосипівка) — село в Великоберезовицкой поселковой общине Тернопольского района Тернопольской области Украины.
Население по переписи 2001 года составляло 498 человек. Почтовый индекс — 47735. Телефонный код — 352.